# 鼻塞音
鼻塞音是輔音的一種，屬於協同發音的輔音。
發音方法是閉塞，也就是說通過阻礙空氣在聲腔流動來發音。由於這個輔音也同時是個鼻音，因此被阻塞的氣流會從鼻逸出。